# Сульц-О-Рен (кантон)
Сульц-О-Рен (фр. Soultz-Haut-Rhin) — кантон у Франції, в департаменті Верхній Рейн регіону Ельзас.

## Склад кантону
Кантон включає в себе 11 муніципалітетів:
| Муніципалітет  | Площа | Населення, осіб | Рік  |
| -------------- | ----- | --------------- | ---- |
| Артманнсвіллер | 4,78  | 523             | 1999 |
| Беррвіллер     | 7,66  | 1106            | 2006 |
| Больвіллер     | 8,63  | 3565            | 2007 |
| Вюнайм         | 6,17  | 850             | 1999 |
| Жунольц        | 4,00  | 658             | 1999 |
| Іссенайм       | 8,18  | 3415            | 2006 |
| Мерксайм       | 9,10  | 1260            | 2006 |
| Редерсайм      | 5,69  | 967             | 1999 |
| Сульц-О-Рен    | 29,56 | 7131            | 2007 |
| Фельдкірш      | 4,21  | 957             | 2008 |
| Юнгерсайм      | 13,51 | 1991            | 2007 |

## Консули кантону
| Період    | Консул             | Посада                         |
| --------- | ------------------ | ------------------------------ |
| 1988—1994 | Thomas Birgaentzlé | Мер муніципалітету Сульц-О-Рен |
| 1994—2014 | Etienne Bannwarth  |                                |

| Франція | Це незавершена стаття з географії Франції. Ви можете допомогти проєкту, виправивши або дописавши її. |